# Terme di Tito

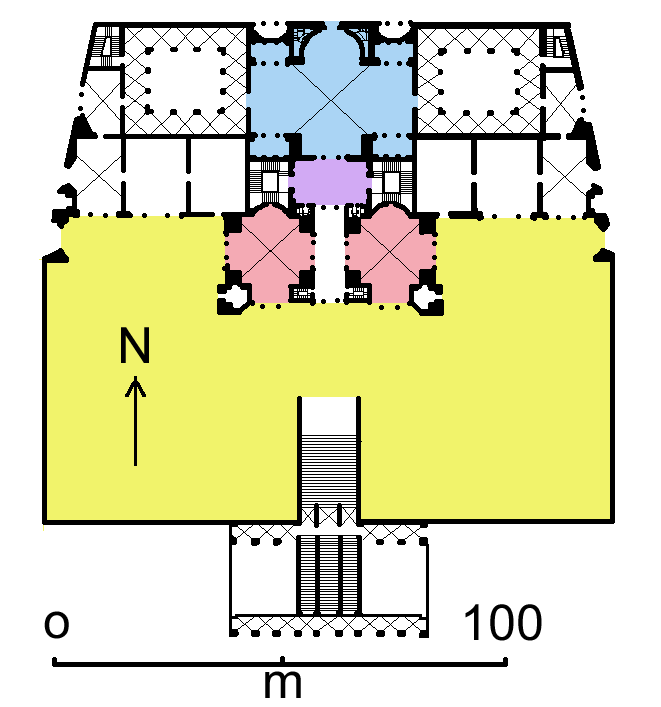
Pianta delle Terme di Tito (giallo la palestra, rosso i Calidarium, viola il Tepidarium, blu il Frigidarium)

Le Terme di Tito sono un sito archeologico di Roma, situato sulle pendici dell'Esquilino (colle Oppio), in un'area compresa tra le attuali via Nicola Salvi, via delle Terme di Tito e viale del Monte Oppio. Si tratta di uno dei più antichi esempi di terme romane di tipologia "imperiale".

## Storia
Furono forse i geniali architetti di Nerone a inventare il cosiddetto tipo di terme "imperiale", ma delle terme di Nerone nel Campo Marzio restano oggi tracce troppo scarse per farsene un giudizio inoppugnabile.
Questa nuova tipologia è ben osservabile invece nelle Terme di Tito, costruite da Tito nell'80, circa all'epoca dell'inaugurazione del Colosseo (e terminate sotto Domiziano), forse inizialmente progettate come riadattamento ad uso pubblico dei grandiosi bagni privati della Domus Aurea neroniana, in coerenza col programma imperiale di restituzione al popolo romano degli spazi urbani di cui Nerone si era appropriato. 
Le fonti ne menzionano un restauro nel 238, e i resti murari testimoniano anche di un rifacimento di epoca adrianea. Mancando altre notizie non è improbabile che l'intero complesso subì precocemente un processo di abbandono, con il solito riutilizzo dei marmi e dei materiali edilizi per l'edificazione di palazzi e chiese (come le cappelle laterali della chiesa del Gesù o la vasca riutilizzata per la fontana del Cortile del Belvedere, in Vaticano).

## Descrizione
Rispetto alle terme di tipo "repubblicano" (come le terme Stabiane di Pompei) le novità consistevano nella fusione del ginnasio con le terme vere e proprie e nella sistemazione degli ambienti lungo un unico asse, piuttosto che come giustapposizione più o meno casuale. Inoltre divenne un'usanza comune la presenza del frigidarium. 
I resti sono piuttosto scarsi (una fronte a semicolonne in laterizio e vari tratti di murature), ma è possibile farsene un'idea precisa anche grazie alla pianta disegnata da Andrea Palladio nel XVI secolo, quando i resti erano ancora notevoli. Da essa si evince che l'edificio termale, a pianta quadrangolare simile a quella delle terme di Nerone, era scenograficamente preceduto da una grande terrazza-palestra sulla sommità dell'Oppio, delimitata da un alto muro perimetrale, accessibile tramite una scala a doppia rampa coperta da due prospetti (uno frontale e uno tergale) con piccole volte a crociera. L'ingresso principale si trovava probabilmente sul lato settentrionale.
Il complesso si estendeva su un'area di circa 125 x 120 metri, oltre metà della quale, sul lato meridionale, era costituita dalla terrazza-palestra. Presentava ambienti specularmente disposti ai lati di un asse centrale, secondo l'attenta simmetria delle terme "imperiali". Un doppio calidarium era posto come avancorpo sull'asse dove sbucava la scalea. I calidari erano dotati di abside sul lato nord e di vasche sui lati. Da qui si accedeva, tramite un corridoio centrale che separava i calidari, a un piccolo tepidario rettangolare, oltre il quale si trovava il frigidario, creato come un grande salone basilicale con abside sul lato lungo (come di consuetudine nelle basiliche romane) e vasche laterali.
Ai lati delle strutture termali vere e proprie si disponeva una doppia serie di ambienti simmetrici: due cortili-palestre, due spogliatoi, due sale di intrattenimento (per lettura, recitazione, musica), ecc.
Sebbene l'edificio sia di dimensioni modeste rispetto a quanto venne realizzato in seguito (come le enormi terme di Traiano, le terme di Caracalla e le terme di Diocleziano), qui si nota già un processo di strutturazione degli ambienti coerentemente compiuto.
L'elemento scenografico invece rimase una particolarità rispetto ai successivi edifici del II e III secolo, accomunando le terme di Tito alle altre architetture dell'epoca flavia (foro della Pace, Domus Augustana o foro Transitorio). Notevole è anche l'uso complesso e organico delle volte a crociera (struttura sviluppata pienamente proprio in quell'epoca) che non ha quasi pari in edifici coevi.